# 渡辺惇夫
渡辺 惇夫（わたなべ あつお、別表記：渡邉 惇夫、1938年 <昭和13年> 11月14日 – ）は、日本の政治家。自由民主党所属。新潟県議会議員（8期）、新潟県議会議長 (84代) を歴任。旭日中綬章受章者。

## 来歴
1957年 新潟明訓高等学校卒業、新潟県議会議員選挙に出馬し初当選を経て、1999年4月 新潟県議会議員選挙 新潟市選挙区 (定数11) で6位当選(3選)。2003年4月 新潟県議会議員選挙 同選挙区 (定数11) で5位当選(4選)。2004年 三林碩郎副議長とともに第84代新潟県議会議長に就任。2007年4月 新潟県議会議員選挙では新潟市の政令指定都市移行に伴い同市東区選挙区 (定数2) で2位当選(5選)。2011年4月 新潟県議会議員選挙同選挙区 (定数2) でトップ当選(6選)。2015年4月 新潟県議会議員選挙同選挙区 (定数2) でトップ当選(7選)。2019年4月 新潟県議会議員選挙同選挙区 (定数2) でトップ当選(8選)。当期を限りに政界を引退。

## 栄典
- 2025年4月 春の叙勲で旭日中綬章を受章[10]